# Norwegian Breakaway
Die Norwegian Breakaway ist ein Kreuzfahrtschiff, das für die US-amerikanische Reederei Norwegian Cruise Line mit Sitz in Miami/Florida gebaut wurde. Das Schiff wurde im April 2013 übergeben und zunächst auf Kreuzfahrten ab Manhattan eingesetzt.

## Bau
Das Schiff wurde im Oktober 2010, gemeinsam mit ihrem Schwesterschiff Norwegian Getaway, als Typschiff der Breakaway-Klasse bei der Meyer Werft in Papenburg mit geplanter Ablieferung im Frühjahr 2013 bestellt. Der Bau der Norwegian Breakaway mit der Baunummer S.678 begann am 21. September 2011 mit dem ersten Stahlschnitt. Der erste der 73 Blöcke wurde am 4. Mai 2012 im Rahmen der Kiellegung in das Baudock II der Werft gehoben. Das Schiff wurde am 26. Februar 2013 aus dem Baudock ausgedockt.
Am 13. März verließ die Norwegian Breakaway die Bauwerft und trat zur Emsüberführung an. Hierfür wurde am 13. März 2013 gegen 1:00 Uhr das Emssperrwerk geschlossen und ein Wasserstand von 2,42 Metern über Normalnull, gemessen am Pegel Gandersum, hergestellt. Am Vormittag verließ das Schiff Papenburg und erreichte nach gut neunstündiger Fahrt den Liegeplatz vor dem Sperrwerk in Gandersum. Gegen 1:00 Uhr des 14. März passierte das Schiff das Emssperrwerk und traf im Laufe des Tages in Eemshaven ein. Später startete es von der Columbuskaje in Bremerhaven zur Testfahrt in der Nordsee.
Die Norwegian Breakaway war bis zur Ablieferung der Quantum of the Seas im Oktober 2014 das größte jemals in Deutschland gebaute Kreuzfahrtschiff. Das Schiff ist für etwa 4000 Passagiere konzipiert und mit 17 Restaurants sowie 12 Bars und Lounges ausgestattet. Attraktionen sind unter anderem ein Wasserpark, ein Hochseilgarten und eine Neun-Loch-Golfanlage.
Die Rumpfbemalung am Bug stammt von dem Pop-Art-Künstler Peter Max.
Das Schwesterschiff Norwegian Getaway wurde am 10. Januar 2014 abgeliefert.

## Einsatzgebiet
Die Norwegian Breakaway befährt im Winter ab New York, New Orleans und Miami Routen in die Karibik. Im Sommer 2018 fährt sie ab Kopenhagen in der Ostsee.

## Zwischenfälle
- Anfang April 2014 ertrank ein Vierjähriger im Pool der Norwegian Breakaway, sein 6-jähriger Bruder konnte wiederbelebt werden.[13]
- Am 20. Juli 2016 kam ein Besatzungsmitglied ums Leben, das bei einer Rettungsbootübung auf der Heritage Wharf (Bermudas) wie drei andere Seeleute zunächst schwer verletzt wurde. Das Rettungsboot blieb mit einer Leine an der Aufhängung hängen. Die Insassen des Bootes fielen in das Wasser.[14]